# Liste des édifices labellisés « Patrimoine du XXe siècle » des Pyrénées-Atlantiques
Cet article recense les monuments historiques protégés au titre du Patrimoine du XXe siècle du département des Pyrénées-Atlantiques, en France.

## Liste
| Monument            | Commune          | Adresse | Coordonnées                        | Notice         | Protection | Date | Illustration        |
| ------------------- | ---------------- | ------- | ---------------------------------- | -------------- | ---------- | ---- | ------------------- |
| Église Saint-Julien | Lons             |         | 43° 19′ 23″ nord, 0° 22′ 48″ ouest | « PA64000111 » | Inscrit    | 2016 | Église Saint-Julien |
| Monument aux morts  | Tardets-Sorholus |         | 43° 07′ 04″ nord, 0° 51′ 51″ ouest | « PA64000109 » | Inscrit    | 2015 | Monument aux morts  |